# Metaverruca defayae
Metaverruca defayae is een zeepokkensoort uit de familie van de Verrucidae. De wetenschappelijke naam van de soort is voor het eerst geldig gepubliceerd in 1994 door Buckeridge.